# Lac On-Dîne
Lac On-Dîne är en sjö i Kanada.   Den ligger i regionen Saguenay–Lac-Saint-Jean och provinsen Québec, i den östra delen av landet, 500 km nordost om huvudstaden Ottawa. Lac On-Dîne ligger 716 meter över havet.
I omgivningarna runt Lac On-Dîne växer i huvudsak blandskog. Trakten runt Lac On-Dîne är nära nog obefolkad, med mindre än två invånare per kvadratkilometer.